# Protium urophyllidium
Protium urophyllidium là một loài thực vật có hoa trong họ Burseraceae. Loài này được Daly mô tả khoa học đầu tiên năm 2007.